# Пітер Сарсґаард
Джон Пітер Сарсґаард (англ. John Peter Sarsgaard; нар. 7 березня 1971, Скотт) — американський актор. Відомий виконанням ролі журналіста Волтера Дюранті у стрічці про Голодомор «Ціна правди» (2019; режисерка Аґнешка Голланд).

## Біографія
Пітер Сарсґаард народився в штаті Іллінойс на базі ВПС Scott Air Force Base в сім'ї Джуді Леї (уродженої Рейнхардт) і Джона Дейла Сарсґаард. Його батько служив інженером ВВС, згодом працював на Monsanto і IBM.. Сарсґаард має данські, німецькі, норвезькі, австрійські, ольстерско-шотландські та ірландські корені, його прізвище походить з Данії. За віросповіданням — католик і служив алтарником.
Закінчив університет Вашингтона в Сент-Луїсі, штат Міссурі. Навчався в акторській школі The Actors Studio, грав у телесеріалах і нью-йоркських театрах.

## Кар'єра
Перша роль Сарсґаарда в кіно — у фільмі «Мрець іде» (1995). Через три роки з'явився в невеликій ролі у фільмі «Людина в залізній масці».
Критикою була відзначена гра Сарсґаарда у фільмі «Хлопці не плачуть» (1999) про Брендона Тіну — транссексуала, вбитого в Небрасці в 1993 році. Сарсґаард зіграв його друга Джона Лоттера, який зґвалтував і вбив Брендона після того, як з'ясувалася його справжня стать. Хіларі Суонк отримала премію «Оскар» за роль Брендона.
Сарсґаард зіграв у біографічному фільмі «Кінсі» (2004) режисера Білла Кондона. Партнерами по фільму стали Ліам Нісон в ролі самого ентомолога і Лора Лінні в ролі його дружини. Сарсґаард грав роль молодого помічника Кінсі. У 2004 році номінувався на премію «Золотий глобус» як кращий актор другого плану за роль у фільмі «Афера Стівена Гласса».

## Особисте життя
Одружений з актрисою Меггі Джилленгол. У подружжя дві дочки — Рамона Сарсґаард (нар.03.10.2006) і Глорія Рей Сарсґаард (нар.19.04.2012).

## Фільмографія
| Рік  |    | Українська назва                  | Оригінальна назва                          | Роль                             |
| ---- | -- | --------------------------------- | ------------------------------------------ | -------------------------------- |
| 1995 | с  | Закон і порядок                   | Law & Order                                | Джош Стренд                      |
| 1995 | ф  | Мрець іде                         | Dead Man Walking                           | Уолтер Делакруа                  |
| 1997 | с  | Поліцейські під прикриттям        | New York Undercover                        | Дональд Джонс                    |
| 1997 | с  | Крекер                            | Cracker                                    | Спенсер Трент                    |
| 1997 | тф | Не притулятися                    | Subway Stories: Tales from the Underground | хлопець # 1                      |
| 1998 | ф  |                                   | Minor Details                              | Скотт                            |
| 1998 | ф  | Людина в залізній масці           | The Man in the Iron Mask                   | Рауль                            |
| 1998 | ф  | Печаль пустелі                    | Desert Blue                                | Біллі Бакстер                    |
| 1998 | ф  | Ще один день в раю                | Another Day in Paradise                    | Тай                              |
| 1999 | ф  | Хлопці не плачуть                 | Boys Do not Cry                            | Джон Лоттер                      |
| 1999 | тф | Одержиме місто                    | Freak City                                 | Кел Джексон                      |
| 2000 | ф  | Кошмари                           | Housebound                                 | Том                              |
| 2000 | ф  | Клітка                            | The Cell                                   | Джон Трейсі                      |
| 2001 | ф  | Центр миру                        | The Center of the World                    | Річард Логман                    |
| 2001 | кф |                                   | Bacon Wagon                                | жертва                           |
| 2002 | ф  | Імперія                           | Empire                                     | Джек Віммер                      |
| 2002 | ф  | Море Солтона                      | The Salton Sea                             | Джиммі Фін                       |
| 2002 | ф  | К-19                              | K-19: The Widowmaker                       | інженер-лейтенант Вадим Радченко |
| 2002 | ф  | Хто вбив Віктора Фокса?           | Unconditional Love                         | мийник вікон                     |
| 2003 | ф  | Смерть династії                   | Death of a Dynasty                         | Брендон III                      |
| 2003 | ф  | Афера Стівена Гласса              | Shattered Glass                            | Чарльз Лейн                      |
| 2003 | ф  | Країна садів                      | Garden State                               | Марк                             |
| 2004 | ф  | Кінсі                             | Kinsey                                     | Клайд Мартін                     |
| 2005 | ф  | Вмираючий Галл                    | The Dying Gaul                             | Роберт Сендріч                   |
| 2005 | ф  | Ключ від усіх дверей              | The Skeleton Key                           | Люк Маршалл                      |
| 2005 | ф  | Ілюзія польоту                    | Flightplan                                 | Джин Карсон                      |
| 2005 | ф  | Морпіхи                           | Jarhead                                    | капрал Алан Трой                 |
| 2005 | с  | Суботнього вечора в прямому ефірі | Saturday Night Live                        | гість                            |
| 2007 | ф  | Падіння з висоти                  | High Falls                                 | Педро                            |
| 2007 | ф  | Рік собаки                        | Year of the Dog                            | Ньют                             |
| 2007 | ф  | Версія                            | Rendition                                  | Алан Сміт                        |
| 2007 | ф  | Елегія                            | Elegy                                      | Кеннет Кепеша                    |
| 2007 | ф  | Таємниці Пітсбурга                | The Mysteries of Pittsburgh                | Cleveland Arning                 |
| 2009 | ф  | Виховання почуттів                | An Education                               | Девід Голдман                    |
| 2009 | ф  | В електричному тумані             | In the Electric Mist                       | Елрод Сайкс                      |
| 2009 | ф  | Дитя пітьми                       | Orphan                                     | Джон Коулман                     |
| 2010 | ф  | Лицар дня                         | Knight and Day                             | Фіцджеральд                      |
| 2010 | с  | Самотня зірка                     | Lone Star                                  | командир «Морських котиків»      |
| 2011 | ф  | Зелений Ліхтар                    | Green Lantern                              | доктор Гектор Хаммонд            |
| 2013 | с  | Вбивство                          | The Killing                                | Рей С*юард                       |
| 2013 | ф  | Лавлейс                           | Lovelace                                   | Чак Трейнор                      |
| 2013 | ф  | Жасмин                            | Blue Jasmine                               | Дуайт Вестлейк                   |
| 2013 | ф  | Нічні рухи                        | Night Moves                                | Хармон                           |
| 2013 | ф  | Дуже хороші дівчатка              | Very Good Girls                            | Фіцсіммонс                       |
| 2014 | ф  | Жертвуючи пішаком                 | Pawn Sacrifice                             | Вільям Ломбарді                  |
| 2014 | кф | Вуса роблять їжу смачніше         | Moustaches Make Food Taste Better          | Jørgen «Jørgen» Jørgen           |
| 2015 | ф  | Експериментатор                   | Experimenter                               | Стенлі Мілгрем                   |
| 2015 | с  | Ляпас                             | The Slap                                   | Гектор                           |
| 2015 | ф  | Чорна меса                        | Black Mass                                 | Брайан Хеллоріан                 |
| 2015 | ф  | Тиха зелена річка                 | Ladygrey                                   | Самюель                          |
| 2016 | ф  | Чудова сімка                      | The Magnificent Seven                      | Бартолом'ю Боуг                  |
| 2017 | тф | Джекі                             | Jackie                                     | Роберт Кеннеді                   |
| 2018 | с  | Примарна вежа                     | The Looming Tower                          | Мартін Шмідт                     |
| 2019 | ф  | Звук тиші                         | The Sound of Silence                       | Пітер Люциан                     |
| 2019 | ф  | Гарет Джонс                       | Mr. Jones                                  | Волтер Дюранті                   |
| 2019 | ф  | Людський капітал                  | Human Capital                              | Квінт Меннінг                    |
| 2020 | с  | Допит                             | Interrogation                              | Девід Расселл                    |
| 2021 | ф  | Гаррі Хафт                        | Harry Haft                                 | Еморі Андерсон                   |
| 2021 | ф  | Винний                            | The Guilty                                 | Генрі Фішер (голос)              |
| 2021 | ф  | Незнайома дочка                   | The Lost Daughter                          | професор Харді                   |
| 2022 | ф  | Бетмен                            | The Batman                                 | Ґіл Колсон                       |
| 2026 | ф  | Наречена                          | The Bride                                  | детектив                         |